# Góry Zachodniorumuńskie i Wyżyna Transylwańska
Góry Zachodniorumuńskie i Wyżyna Transylwańska (54) – prowincja fizycznogeograficzna Regionu Karpackiego, część właściwych Karpat. Leży w całości na obszarze Rumunii. Stanowi centrum historycznego Siedmiogrodu.
Prowincja fizycznogeograficzna "Góry Zachodniorumuńskie i Wyżyna Transylwańska" składa się z dwóch sąsiadujących regionów – Gór Zachodniorumuńskich i Wyżyny Transylwańskiej. O podobieństwie tych regionów stanowi ich wyżynno-górski charakter (Wyżyna – 600–700 m n.p.m., Góry – do 1847 m n.p.m.), budowa geologiczna i położenie – wewnątrz łuku Karpat.
Góry Zachodniorumuńskie mają postać zwartego masywu krystalicznego otoczonego młodszymi skałami osadowymi z dużym udziałem młodych skał magmowych. Z kolei Wyżyna Transylwańska jest zbudowana ze skał osadowych (do 2500 m miąższości) na podłożu krystalicznym i stanowi dawne dno morskie (później jeziorne). Pod koniec pliocenu i w plejstocenie masyw i dno zostały wypiętrzone wraz z całym blokiem Karpat – masyw uległ odnowieniu, a dno jeziora zmieniło się w wyżynę. Następnie obie jednostki zostały poddane intensywnej erozji rzecznej, wcinającej się do 250–300 m w głąb pierwotnej powierzchni.
Podprowincje Gór Zachodniorumuńskich i Wyżyny Transylwańskiej dzielą się na makroregiony:
- 541 Wyżyna Transylwańska
  - 541.1 Wyżyna Samoszu
  - 541.2 Równina Transylwańska
  - 541.3 Dolina Środkowej Maruszy
  - 541.4 Wyżyna Tyrnawska
  - 541.5 Kotlina Fogaraska
  - 541.6 Kotlina Sybińska
  - 541.7 Kotlina Hațeg
- 542 Góry Zachodniorumuńskie
  - 541.1 Masyw Biharu
  - 542.2 Góry Maruszy
  - 542.3 Góry Kereszu
  - 542.4 Góry Seș-Meseș